# Tretjak
Tretjak je priimek v Sloveniji in tujini. Po podatkih Statističnega urada Republike Slovenije so na dan 1. januarja 2011 v Slovenji uporabljale ta priimek 102 osebi.  

## Znani slovenski nosilci priimka
- Aleksander Tretjak - "Bibc", strokovnjak za ribištvo: ribiški muzej "Čupa" (Nabrežina)
- Ana Tretjak (*1949), agronomka, statističarka
- Ani Tretjak (*1954), slikarka
- Franc Tretjak (1914—2009), ekonomist, gospodarstvenik, publicist, etnološki zbiralec (Afrika)
- Janez Tretjak (*1945), frančiškan, izseljenski duhovnik v Avstraliji
- Milan Tretjak, gozdar, glasbenik, lovec
- Mitja Tretjak, urednik, publicist (Trst)
- Srečko Tretjak - "Bibc" (1932-2011), zadnji slovenski ribič na tržaški obali

## Znani tuji nosilci priimka
- Vladislav Tretjak (*1952), ruski hokejist, vratar
- Vladislav Tretjak, ukrajinski sabljač